# Калинино (Александро-Невский район)
Калинино — село в Александро-Невском районе Рязанской области, входит в состав Нижнеякимецкого сельского поселения.

## Географическое положение
Село расположено на берегу реки Хупта в 7 км на северо-запад от центра поселения села Нижний Якимец и в 12 км на северо-запад от райцентра посёлка Александро-Невский.

## История
Архангельская церковь в этом селе существовала уже в половине XVII столетия, как видно из Ряжских писцовых книг 1650 года письма и меры, и межевания Назария Васильевича Калтовского и подьячего Матвея Кондратьева, где сказано: «В сельце Тишевском… вниз по реке Хупте… пашни паханные и перелогом добрые земли 790 чети в поле, сена на Тишевской дуброве 2750 копен. Из той примерной земли били челом государю царю и великому князю Алексею Михайловичу всея Руси того же села Тишевского помещики Безчастный, Фролов с товарищами, чтобы государь их пожаловал, велел той примерной земли отмерить к церкви Архангела Михаила, той церковной земли по мере в том сельце Тишевском пашни паханные и перелогу, и дикого поля 20 чети в поле, сена 70 копен, в лес въезжать в Тишевскую дуброву с помещиками воопче». По окладным книгам 1676 года в с. Тишевском при Архангельской церкви показано: двор попа, двор дьячка, двор пономарский, двор просфирницын. Вместо деревянной Архангельской, каменная церковь с такою же колокольней построена помещиком П. Н. Приклонским в 1774 году, в ней один престол в честь Нерукотворного образа Христа Спасителя.
В 1937 году храм был закрыт, использовался под складские помещения, позже — как водонапорная башня.
В XIX — начале XX века село входило в состав Новотишевской волости Раненбургского уезда Рязанской губернии. В 1906 году в селе было 280 дворов.
С 1929 года село являлось центром Калининского сельсовета Новодеревенского района Рязанского округа Московской области, с 1937 года — в составе Рязанской области, с 2005 года — в составе Нижнеякимецкого сельского поселения.

## Население
| 1859 | 1897  | 1906  | 2010 | 2023 |
| ---- | ----- | ----- | ---- | ---- |
| 1401 | ↗1838 | ↗2227 | ↘394 | ↗403 |

## Инфраструктура
В селе имеются Калининская основная общеобразовательная школа, детский сад, фельдшерско-акушерский пункт, отделение почтовой связи.

## Достопримечательности
В селе находится действующая Церковь Спаса Нерукотворного Образа (1776).